# نيكولاس بيفير
نيكولاس بيفير (بالفرنسية: Nicolas Peifer)‏ مواليد 18 أكتوبر 1990 في سرغومين، فرنسا، هو لاعب تنس كراسي متحركة فرنسي. أعلى تصنيف له في تصنيف رابطة محترفي كرة المضرب في الفردي كان المركز الـ 4 في سنة 2011. أعلى تصنيف له في الزوجي كان المركز الـ 4 في سنة 2011.

## روابط خارجية
- نيكولاس بيفير على موقع الاتحاد الدولي لكرة المضرب (الإنجليزية)
- نيكولاس بيفير على موقع Paralympic.org (الإنجليزية)
- نيكولاس بيفير على موقع اللجنة البارالمبية الفرنسية (الفرنسية)